# جيمس فرنسيس باركر
جيمس فرنسيس باركر (بالإنجليزية: James Francis Barker)‏ هو رسام أمريكي، ولد في 1871 في كيوكوك في الولايات المتحدة، وتوفي في 1950 في روتشستر في الولايات المتحدة.